# أمة السلام بنت أحمد البغدادية
أَمَةَ السلام بنت القاضي أبي بكر أحمد بن كامل بن خلف الشجرية البغدادية الحنفيّة، اسمها زينب وكنيتها أُم الفتح، (وُلِدت 26 رجب، 299 هـ أو 298 هـ - 912 م/وتُوفيت 25 رجب، 390 هـ - 1000 م)، عالمة مسلمة ومحدثة من رواة الحديث النبوي. من أهل بغداد، كانت على المذهب الحنفي، وُصِفت بالتدين والعِلم والفضل وتُعتبر ثقة عند المحدثين.

## سيرتها
هيّ أُم الفتح أَمَةَ السلام زينب بنت القاضي أبي بكر أحمد بن كامل بن خلف بن شجرة بن منصور بن كعب بن يزيد الشجرية البغدادية الحنفيّة. ومعنى اسمها عبدة السلام، و«السلام» اسم من أسماء الله الحسنى مثل اسم «عبد السلام».
حسب رواية أحد تلاميذها التي نقلها الخطيب البغدادي فإن أمة السلام وُلِدت في بغداد بالعصر العباسي في 26 رجب عام 299 هـ - 912 م ، وحسب رواية أُخرى رواها الخطيب البغدادي وأبو الفرج بن الجوزي فأنها وُلِدت في العام (الهجري) الذي قبله 26 رجب 298 هـ.
والدها هو أبي بكر أحمد بن كامل الشجري البغدادي الحنفي المعروف بـ ابن شجرة كان قاضياً ومفسراً ومحدثاً من العلماء وقد وُلي منصب قاضي قضاة الكوفة في فترة من الفترات، وأخيها هُوّ أبو رفاعة عبد الغني بن أحمد الشجري كان قاضياً ومحدثاً أيضًا، فكانت نشأتها بين أهل العلم والدين.
تعلمت الدين والفقه الحنفي على يد والدها، وسمعت منه الحديث النبوي فحدثت عنه فيما بعد. وإضافة إلى والدها، كان من شيوخها الذين سمعت عنهم الحديث النبوي؛ أبو بكر محمد بن إسماعيل بن علي بن النعمان بن راشد البغدادي البندار عندما كان عمرها 11 سنة في عام 309 هـ، وأبو الطيب محمد بن الحسين بن حميد بن الربيع بن مالك اللخمي الكوفي، ومحمد بن إسماعيل البصلاني، وغيرهم. وهؤلاء العلماء يعدون من أكابر علماء الحديث في زمانها وقد كان بعض ما ترويه عن والدها بخطه.
وقد تتلمذ وتعلم على يديها جملة من العلماء الذين رووا عنها ما تعلمت من الحديث ونقلوا تفاصيل حياتها للمؤرخين، منهم؛ عالم الحديث عبيد الله بن أحمد بن عثمان بن الفرج الأزهري المعروف بـ أبو القاسم بن أبي الفتح، والتنوخي، وأبو عبد الله الحسين بن جعفر ابن محمد السلماسي، ومحمد بن أحمد بن محمد بن حسنون النرسي المعروف بـ ابن حسنون، وأبو خازم بن الحسين بن محمد بن خلف بن أحمد بن الفراء، وأخيه القاضي محمد بن الحسين بن محمد بن خلف بن أحمد بن الفراء المعروف بـ أبي يعلى ابن الفراء عندما كان صغيراً.
وروى لها من المحدثين؛ أبو الحسين أحمد بن محمد بن أحمد بن عبد الله بن النقور البغدادي المعروف بـ ابن النقور، وأبو محمد عبد الله بن محمد بن عبد الله بن عمر بن أحمد بن المجمع بن مجيب بن معبد بن بحر الصيريفيني المعروف بـ ابن بهزارمرد، وعبد بن أحمد بن محمد بن عبد الله بن غفير بن محمد المعروف بـ أبو ذر الهروي، وأبو الحسين محمد بن أحمد بن محمد بن علي بن الأبنوسي المعروف بـ ابن الأبنوسي، ومحمد بن الحسين بن محمد بن خلف بن أحمد بن الفراء المعروف بـ أبي يعلى ابن الفراء، وأبو الحسين محمد بن علي بن محمد بن عبيد الله بن عبد الصمد بن المهتدي بالله العباسي الهاشمي.
ترجم لها من العلماء والمؤرخين عدة، منهم؛ الخطيب البغدادي في كتابه تاريخ بغداد، وأبو الحسين محمد بن أحمد بن محمد بن علي بن الأبنوسي المعروف بـ ابن الأبنوسي في كتابه مشيخة الآبنوسي، وأبو الفرج بن الجوزي في كتابه المنتظم في تاريخ الملوك والأمم، وأبو طاهر السلفي في كتابه المشيخة البغدادية، وابن العماد الحنبلي في كتابه شذرات الذهب في أخبار من ذهب، والذهبي في كتابه العِبَر في خَبَر من غَبَر، وخير الدين الزركلي في كتابه الأعلام للزركلي، وعبد الله بن أسعد اليافعي في كتابه مرآة الجنان وعبرة اليقظان في معرفة حوادث الزمان وتقليب أحوال الإنسان وتاريخ موت بعض المشهورين من الأعيان، والعامري الحرضي اليماني في كتابه غربال الزمان في وفيات الأعيان، وابن كثير في كتابه البداية والنهاية، وعمر رضا كحالة في كتابه أعلام النساء، وغيرهم.
تعد من الطبقة السادسة عشر ورتبتها صدوق حسن الحديث. عدّلها علماء الجرح والتعديل ومدحوها، وكان من جملتهم الذهبي إذ قال: «وفيها توفيت أمة السّلام، بنت القاضي أحمد بن كامل بن شجرة البغدادية وكانت ديّنة فاضلة. روت عن محمد بن إسماعيل البصلاني وغيره.»، وذات الشيء قاله ابن العماد الحنبلي: «كانت ديّنة فاضلة.»، وروى الخطيب البغدادي في تاريخه أنّه سمع تلميذاها عبيد الله بن أحمد بن عثمان بن الفرج الأزهري المعروف بـ أبو القاسم بن أبي الفتح والتنوخي يذكرانها ويمدحانها إذ قال: «سمعتُ الأزهري والتنوخي ذكرا أمة السلام بنت أحمد بن كامل فأثنيا عليها ثناء حسناً ووصفاها بالديانة والعقل والفضل.»، وذات الرواية رواها أبو الفرج بن الجوزي بسنده عن الخطيب البغدادي: «أخبرنا القزاز، أخبرنا أبو بكر بن ثابت (يعني الخطيب)، قال: سمعتُ الأزهري، والتنوخي وذكرا أمة السلام بنت أحمد القاضي، فأثنيا عليها حسناً ووصفاها بالديانة والعقل والفضل.»
وقال عبد الله بن أسعد اليافعي: «كانت دينة حافظة فاضلة رحمها الله تعالى.»، وقال العامري الحرضي اليماني في كتابه غربال الزمان في وفيات الأعيان: «وكانت ديّنة، أديبة، فاضلة.»، وقال ابن كثير: «وأثنى عليها غير واحد في دينها وفضلها وسيادتها...رحمها الله تعالى.»، وقال عنها خير الدين الزركلي: «فاضلة، عارفة بالحديث، من أهل بغداد. أخذت عن بعض كبار المحدثين في عصرها، وحدّثت.»، وقال عنها عمر رضا كحالة: «محدثة، ذات صلاح ودين وعقل ورأي.»

### بعض أحاديثها النبويّة
روت الكثير من الأحاديث، منها ما رواه ابن الأبنوسي في مشيخة الآبنوسي:
| أمة السلام بنت أحمد البغدادية | أخبرتنا أم الفتح أمة السلام بنت القاضي أبي بكر أحمد بن كامل بن خلف بن شجرة قراءة عليها في جمادى الآخرة سنة 386 هـ، قالت: حدثنا أبو الطيب محمد بن الحسين بن حميد بن الربيع اللخمي، قال: حدثنا جدي حميد بن الربيع بن حميد، قال: حدثنا أبو داود الحفري، قال: حدثنا سفيان الثوري عن عاصم عن زر عن عبد الله قال: قال رسول الله ﷺ: "إن الله عز وجل يؤيد هذا الدين بالرجل الفاجر". | أمة السلام بنت أحمد البغدادية |

وروى أبو طاهر السلفي في المشيخة البغدادية:
| أمة السلام بنت أحمد البغدادية | أخبرتنا أم الفتح أمة السلام بنت القاضي أبي بكر أحمد بن كامل بن خلف بن شجرة، قالت: نا محمد بن إسماعيل البصلاني، لفظاً، نا أحمد بن عبد الله بن علي بن سويد بن منجوف، نا عبد الرحمن بن مهدي، نا سفيان، عن علقمة، عن أبي عبد الرحمن، عن عثمان، قال: قال رسول الله ﷺ: "إن أفضلكم من تعلم القرآن وعلمه". | أمة السلام بنت أحمد البغدادية |

وروى الخطيب البغدادي في تاريخه:
| أمة السلام بنت أحمد البغدادية | أخبرنا أبو يعلى ابن الفراء، قال: أخبرتنا أم الفتح أمة السلام بنت أحمد بن كامل القاضي، قالت: حدثنا أبو بكر محمد بن إسماعيل بن علي البندار في سنة 309 هـ، قال: حدثنا أحمد بن عبد الله بن علي بن سويد بن منجوف المنجوفي، قال: حدثنا عبد الرحمن بن مهدي، قال: حدثنا سفيان الثوري، عن جبلة بن سحيم، قال: سمعتُ ابن عمر، يقول: " نهى رسول الله، صلى الله عليه وسلم، أن يَقرن الرجل بين التمرتين حتى يستأذن أصحابه". | أمة السلام بنت أحمد البغدادية |

### وفاتها
لقد عمرت أمة السلام وطال عمرها، وتُوفيّت ببغداد في يوم الإثنين 25 رجب عام 390 هـ الموافق 1000 م، ودُفِنت في ثاني يوم، وقيل أنها توفيت باليوم الذي بعده وهو ذاته تاريخ ولادتها بيوم الثلاثاء 26 رجب 390 هـ، وكان عُمرها حين وفاتها 92 عاماً.

## وصلات خارجية
- أمة السلام بنت أحمد بن كامل بن خلف البغدادية - الموسوعة